# Shadis
Shadis és una revista de jocs independent que va ser publicada entre 1990 i 1998 per Alderac Entertainment Group (AEG). Inicialment es va centrar en els jocs de rol.

## Història de la publicació
Shadis va ser concebuda i iniciada per Jolly Blackburn com un fanzine de jocs independent el 1990. El 1993, Blackburn va formar Alderac Entertainment Group (AEG) per publicar Shadis com una revista de premsa petita de qualitat, i va comptar amb John Zinser i David Seay com a socis. La impressió dels tres primers números va ser pagada per Frank Van Hoose, un amic de Jolly, que també va escriure per a la revista. Un any més tard, a finals de 1994, la revista va rebre el seu major èxit en incloure una targeta aleatòria de Magic: The Gathering a cada número en un moment en què els paquets de reforç del nou joc de cartes eren escassos; molts jugadors van comprar diverses còpies de cada número amb l'esperança de trobar una targeta rara o exhaurida. Molts lectors també es van sentir atrets per una petita tira còmica, Knights of the Dinner Table, que inicialment tenia la intenció d'omplir un lloc en blanc a la revista, però més tard va agafar vida pròpia.
El 1995, Blackburn va deixar AEG perquè sentia que Zinser i Seay estaven massa centrats en la nova indústria del joc de cartes col·leccionables (CCG) mentre que ell volia mantenir l'empresa petita i divertida i centrar-se en Knights of the Dinner Table.:263 Blackburn va marxar amb els drets de Knights of the Dinner Table i algunes altres propietats. En una entrevista de l'any 2000 al lloc web Gaming Outpost, Zinser va explicar que hagués volgut que l'empresa endeutada creixés a un ritme més ràpid del que Blackburn se sentia còmode, d'aquí la marxa de Blackburn.
El 1998, Shadis va quedar "en pausa" i va cessar la publicació.
En extreure lliçons de la desaparició d'aquesta revista, Wolfgang Baur, l'editor en cap de Kobold Quarterly, va pensar que era un error que Shadis confiés massa en continguts que no se centraven en la fantasia en general i en Dungeons & Dragons en particular.

## Continguts
Cada número contenia una varietat d'articles que cobrien molts aspectes diferents dels sistemes de jocs de rol i gèneres. La sèrie incloïa ressenyes de jocs, aventures, ficció, mapes, consells sobre jocs i còmics. A més de Knights of the Dinner Table, les tires còmiques Fineous Fingers i Bright Future també van resultar ser molt populars.

## Recepció
A l'edició d'agost de 1994 de Dragon (número 208), Lester Smith va escriure una crítica favorable, dient: "Una publicació realment independent, cobreix una àmplia gamma de temes de l'afició dels jocs i sempre entreté".

## Premis
Durant els seus cinc anys d'existència, Shadis va ser el guanyador dels premis Origins de 1994, 1995 i 1996 a la millor revista de jocs professionals